# Supercopa de Alemania 2017
La DFL Supercup 2017 fue la octava edición de la Supercopa de Alemania. El partido se disputó el 5 de agosto de 2017 en el Signal Iduna Park, en Dortmund, Alemania. Enfrentando al Bayern de Múnich, campeón de la Bundesliga 2016-17 y el campeón de la Copa de Alemania 2016-17, el Borussia Dortmund.

## Equipos participantes
| Bayern de Múnich  |  |  |  | Campeón de la 1. Bundesliga 2016-17    |
| Borussia Dortmund |  |  |  | Campeón de la Copa de Alemania 2016-17 |

### Ficha del partido
| 38         | Guardameta     | Roman Bürki               |     |
| 26         | Defensa        | Łukasz Piszczek           |     |
| 25         | Defensa        | Sokratis Papastathopoulos |     |
| 5          | Defensa        | Marc Bartra               |     |
| 2          | Defensa        | Dan-Axel Zagadou          | 77' |
| 27         | Centrocampista | Gonzalo Castro            |     |
| 8          | Centrocampista | Nuri Şahin                |     |
| 19         | Centrocampista | Mahmoud Dahoud            | 46' |
| 7          | Delantero      | Ousmane Dembélé           |     |
| 22         | Delantero      | Christian Pulisic         | 90' |
| 17         | Delantero      | Pierre-Emerick Aubameyang |     |
| Entrenador | Entrenador     | Peter Bosz                |     |

| 26         | Guardameta     | Sven Ulreich       |     |
| 32         | Defensa        | Joshua Kimmich     |     |
| 8          | Defensa        | Javi Martínez      | 60' |
| 5          | Defensa        | Mats Hummels       |     |
| 13         | Defensa        | Rafinha            |     |
| 24         | Centrocampista | Corentin Tolisso   | 84' |
| 19         | Centrocampista | Sebastian Rudy     |     |
| 23         | Centrocampista | Arturo Vidal       |     |
| 7          | Delantero      | Franck Ribéry      |     |
| 25         | Delantero      | Thomas Müller      | 67' |
| 9          | Delantero      | Robert Lewandowski |     |
| Entrenador | Entrenador     | Carlo Ancelotti    |     |

| 18 | Centrocampista | Sebastian Rode     | 46' |
| 30 | Centrocampista | Felix Passlack     | 77' |
| 20 | Delantero      | Maximilian Philipp | 90' |

| 4  | Defensa        | Niklas Süle    | 64' |
| 29 | Centrocampista | Kingsley Coman | 67' |
| 35 | Centrocampista | Renato Sanches | 84' |

| Anotado | 12' | Christian Pulisic         | 1 – 0 |
| Anotado | 71' | Pierre-Emerick Aubameyang | 2 – 1 |

| Anotado           | 18' | Robert Lewandowski | 1 – 1 |
| Anotado · Autogol | 88' | Roman Bürki        | 2 – 2 |

|                           |                          | 0:1 | Acierto de penal         | Robert Lewandowski |
| Ousmane Dembele           | Acierto de penal         | 1:1 |                          |                    |
|                           |                          | 1:2 | Acierto de penal         | Franck Ribery      |
| Maximilian Philipp        | Acierto de penal         | 2:2 |                          |                    |
|                           |                          | 2:2 | Fallo de penal (Atajado) | Joshua Kimmich     |
| Pierre Emerick Aubameyang | Acierto de penal         | 3:2 |                          |                    |
|                           |                          | 3:3 | Acierto de penal         | Sebastian Rudy     |
| Sebastian Rode            | Fallo de penal (Atajado) | 3:3 |                          |                    |
|                           |                          | 3:4 | Acierto de penal         | Arturo Vidal       |
| Gonzalo Castro            | Acierto de penal         | 4:4 |                          |                    |
|                           |                          | 4:5 | Acierto de penal         | Niklas Sule        |
| Marc Bartra               | Fallo de penal (Atajado) | 4:5 |                          |                    |

| Amonestado | 17'   | Sokratis Papastathopoulos |  |
| Amonestado | 53'   | Dan-Axel Zagadou          |  |
| Amonestado | 86'   | Sebastian Rode            |  |
| Amonestado | 90+3' | Felix Passlack            |  |

| Amonestado | 69' | Robert Lewandowski |  |
| Amonestado | 74' | Arturo Vidal       |  |

| Árbitro             | Felix Zwayer         |
| Árbitros asistentes | Thorsten Schiffner   |
| Árbitros asistentes | Christian Gittelmann |
| Cuarto árbitro      | Sascha Stegemann     |

| 38         | Guardameta     | Roman Bürki               |     |
| 26         | Defensa        | Łukasz Piszczek           |     |
| 25         | Defensa        | Sokratis Papastathopoulos |     |
| 5          | Defensa        | Marc Bartra               |     |
| 2          | Defensa        | Dan-Axel Zagadou          | 77' |
| 27         | Centrocampista | Gonzalo Castro            |     |
| 8          | Centrocampista | Nuri Şahin                |     |
| 19         | Centrocampista | Mahmoud Dahoud            | 46' |
| 7          | Delantero      | Ousmane Dembélé           |     |
| 22         | Delantero      | Christian Pulisic         | 90' |
| 17         | Delantero      | Pierre-Emerick Aubameyang |     |
| Entrenador | Entrenador     | Peter Bosz                |     |

| 26         | Guardameta     | Sven Ulreich       |     |
| 32         | Defensa        | Joshua Kimmich     |     |
| 8          | Defensa        | Javi Martínez      | 60' |
| 5          | Defensa        | Mats Hummels       |     |
| 13         | Defensa        | Rafinha            |     |
| 24         | Centrocampista | Corentin Tolisso   | 84' |
| 19         | Centrocampista | Sebastian Rudy     |     |
| 23         | Centrocampista | Arturo Vidal       |     |
| 7          | Delantero      | Franck Ribéry      |     |
| 25         | Delantero      | Thomas Müller      | 67' |
| 9          | Delantero      | Robert Lewandowski |     |
| Entrenador | Entrenador     | Carlo Ancelotti    |     |

| 18 | Centrocampista | Sebastian Rode     | 46' |
| 30 | Centrocampista | Felix Passlack     | 77' |
| 20 | Delantero      | Maximilian Philipp | 90' |

| 4  | Defensa        | Niklas Süle    | 64' |
| 29 | Centrocampista | Kingsley Coman | 67' |
| 35 | Centrocampista | Renato Sanches | 84' |

| Anotado | 12' | Christian Pulisic         | 1 – 0 |
| Anotado | 71' | Pierre-Emerick Aubameyang | 2 – 1 |

| Anotado           | 18' | Robert Lewandowski | 1 – 1 |
| Anotado · Autogol | 88' | Roman Bürki        | 2 – 2 |

|                           |                          | 0:1 | Acierto de penal         | Robert Lewandowski |
| Ousmane Dembele           | Acierto de penal         | 1:1 |                          |                    |
|                           |                          | 1:2 | Acierto de penal         | Franck Ribery      |
| Maximilian Philipp        | Acierto de penal         | 2:2 |                          |                    |
|                           |                          | 2:2 | Fallo de penal (Atajado) | Joshua Kimmich     |
| Pierre Emerick Aubameyang | Acierto de penal         | 3:2 |                          |                    |
|                           |                          | 3:3 | Acierto de penal         | Sebastian Rudy     |
| Sebastian Rode            | Fallo de penal (Atajado) | 3:3 |                          |                    |
|                           |                          | 3:4 | Acierto de penal         | Arturo Vidal       |
| Gonzalo Castro            | Acierto de penal         | 4:4 |                          |                    |
|                           |                          | 4:5 | Acierto de penal         | Niklas Sule        |
| Marc Bartra               | Fallo de penal (Atajado) | 4:5 |                          |                    |

| Amonestado | 17'   | Sokratis Papastathopoulos |  |
| Amonestado | 53'   | Dan-Axel Zagadou          |  |
| Amonestado | 86'   | Sebastian Rode            |  |
| Amonestado | 90+3' | Felix Passlack            |  |

| Amonestado | 69' | Robert Lewandowski |  |
| Amonestado | 74' | Arturo Vidal       |  |

| Árbitro             | Felix Zwayer         |
| Árbitros asistentes | Thorsten Schiffner   |
| Árbitros asistentes | Christian Gittelmann |
| Cuarto árbitro      | Sascha Stegemann     |

|                                     |
| Bandera del Estado Libre de Baviera |
| Campeón Bayern Múnich 6.º título    |